# Argun (Amur)
Der Argun bzw. Ergun (burjatisch für „breiter Fluss“; russisch Аргунь/Argun; chinesisch 額爾古納河 / 额尔古纳河, Pinyin É'ěrgǔnà Hé) ist der etwa 1620 km lange rechte, d. h. südliche Quellfluss des Amur (Heilong Jiang) in Nordost-China.

## Flusslauf

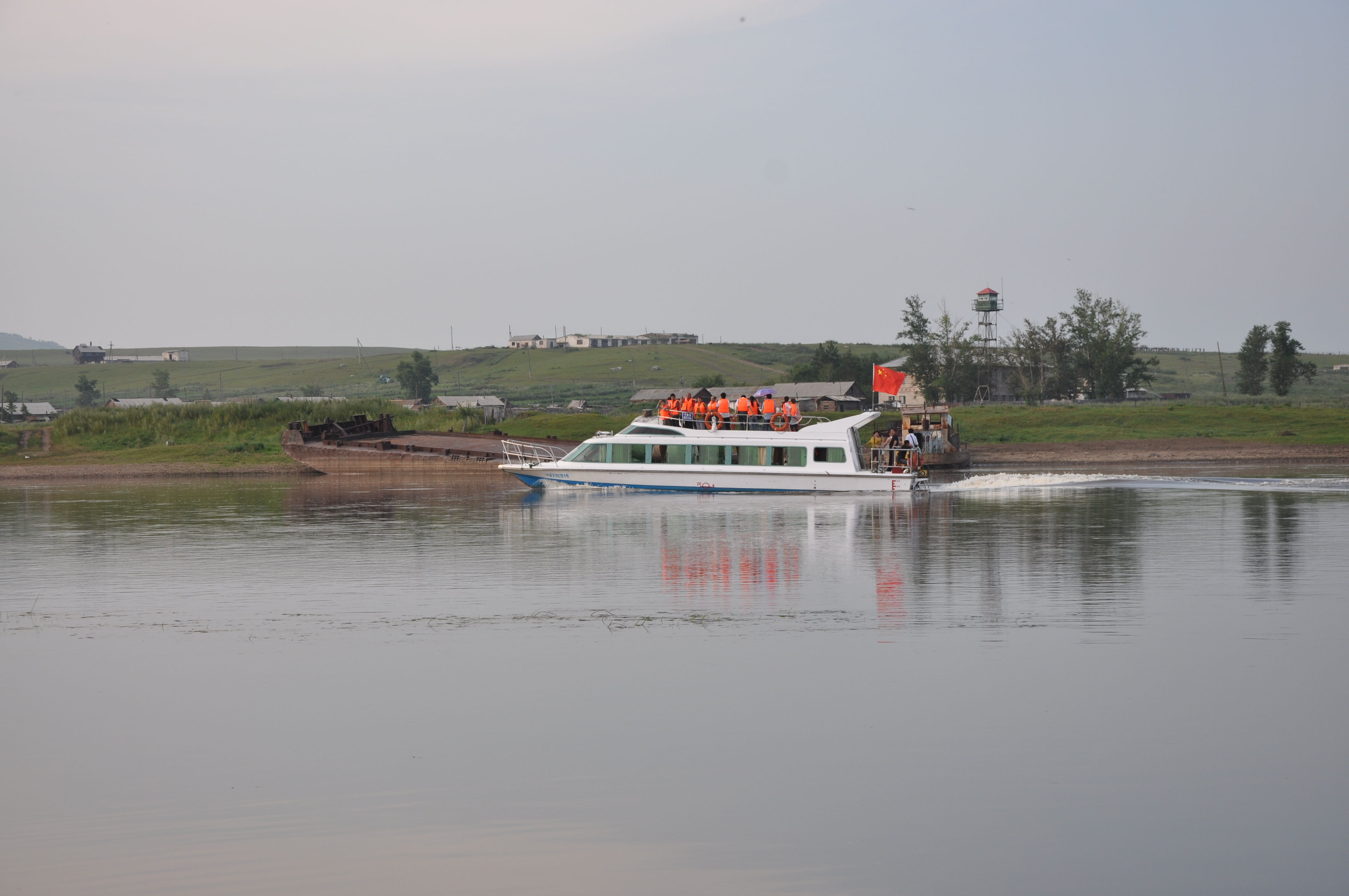
Der Argun in der Inneren Mongolei

Der Argun entspringt im Großen Hinggan-Gebirge. Von dort fließt er als Hailar-Argun (Hailar He) zuerst über Yakeshi und Hailar (heute Stadtbezirk Hailar von Hulun Buir) nach Westen, um dann auf 944 km Länge entlang der chinesisch-russischen Grenze nach Nordosten zu fließen. Schließlich vereinigt er sich westlich Mohe mit der Schilka zum Amur (Heilong Jiang).

## Kerulen-Argun-Amur

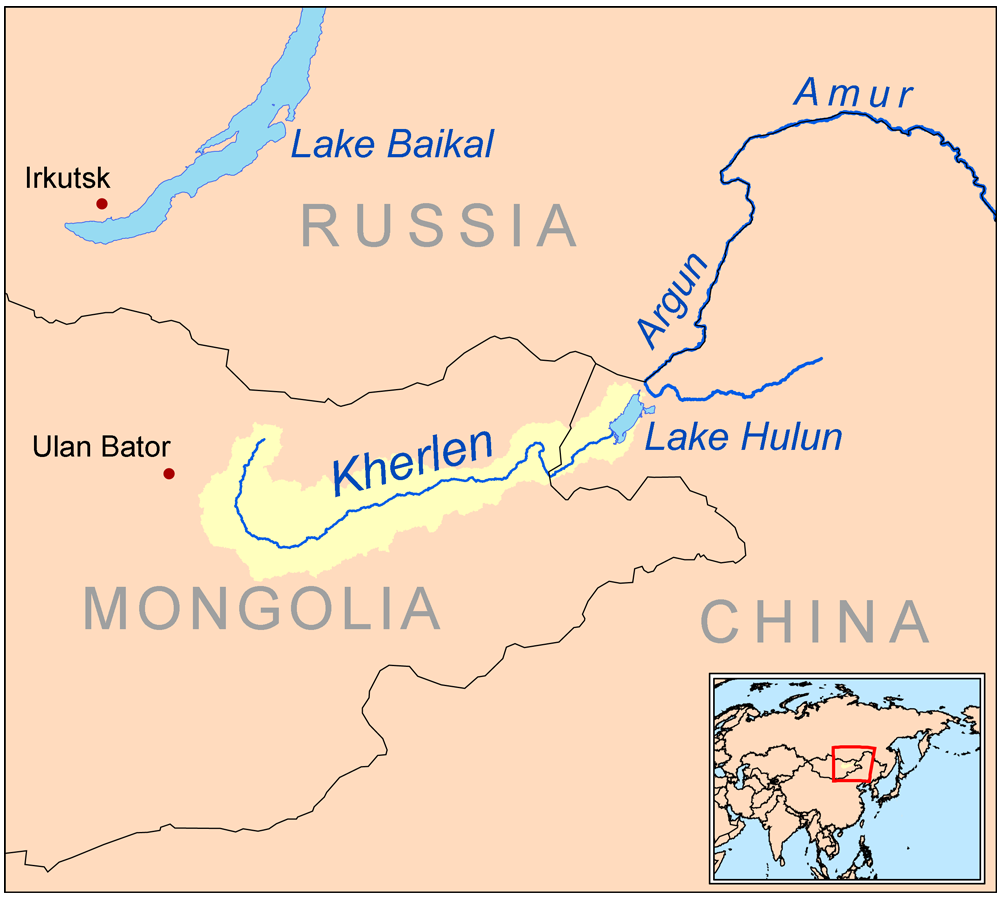
Verlauf des Cherlen / Kerulen und des Hulun Nur

Etwa 150 km westlich der am Argun liegenden Stadt Hailar befindet sich der See Hulun Nur, der eigentlich keinen Kontakt zum Fluss Argun hat. In besonders niederschlagsreichen Jahren kommt es vor, dass dieser See, der normalerweise abflusslos ist, an seinem Nordufer überläuft, um nach etwa 30 km in den Argun zu münden. Dadurch bekommt der in diesen See mündende Kerulen eine Verbindung zum Argun, der von dort an in seinem Unterlauf auf 944 km Länge die chinesisch-russische Grenze bildet und anschließend den Amur bildet, so dass dann der 5052 km lange Flusslauf Kerulen-Argun-Amur entsteht.